# Shahab-3

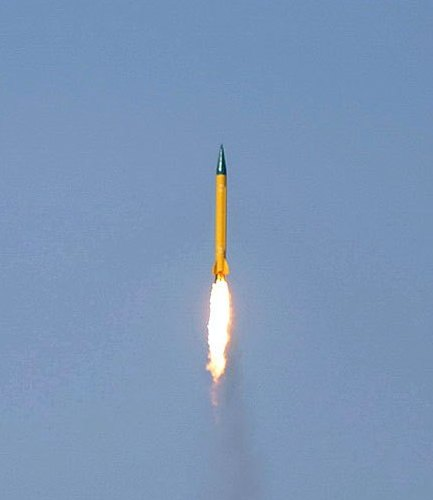
Um Shahab-3 disparado.

O Shahab-3

O Shahab-3 (persa: شهاب-3, significando “Meteor-3”) é um Míssil balístico de médio alcance (MRBM) desenvolvido pelo Irã e baseado no míssil  Nodong-1. Uma variante deste míssil tem alcance de 1300 km, e outra variante mais avançada pode alcançar quase 2100 km. Foi testado entre 1998 a 2003. Os precursores deste míssil incluem o Shahab-1 e o Shahab-2. 

## Shahab-3B
É uma versão mais avançada do Shahab-3. Possui algumas melhorias no sistema de orientação e navegação, levando-o a uma maior precisão.  

## Shahab-3C & D
Existem poucos detalhes sobre Shahab-3C e Shahab-3D. Os detalhes conhecidos são: 
- Os mísseis têm uma precisão melhorada;
- O sistema de navegação é mais moderno;
- Possui um alcance maior;
- Os mísseis foram desenvolvidos internamente;
- Estão sendo produzidos em massa.

## História e testes
O Shahab-3 foi visto em público no dia 25 de setembro de 1998, pela primeira vez, em uma parada militar em Teerã.
O Irã conduziu pelo menos seis voos de teste do Shahab 3. Durante o primeiro, em julho 1998, o míssil explodiu no meio do ar durante a última fase de voo. Os oficiais dos Estados Unidos quiseram saber se o teste era uma falha ou a explosão era intencional. Um segundo teste, foi bem sucedido ocorreu em julho de 2000. Em setembro de 2000, Irã conduziu um terceiro teste, em que o míssil explodiu logo após o lançamento. Em maio de 2002 o Irã conduziu outros testes, bem sucedidos. Além de outros conduzidos em julho de 2002 e 7 de julho de 2003. 
No dia 2 de novembro de 2006 o Irã testou nos jogos militares, uma dúzia destes mísseis.